# Astragalus lycioides
Astragalus lycioides är en ärtväxtart som beskrevs av Pierre Edmond Boissier. Astragalus lycioides ingår i släktet vedlar, och familjen ärtväxter. Inga underarter finns listade i Catalogue of Life.